# 公園二路
公園二路（Gongyuan 2nd Rd.）為高雄市鹽埕區的東西向道路，起端於五福四路口銜接河西路，末端止於大安街口。在1946年時的都市計畫中，河西路原本規劃為公園一路，唯河西路開通後並未以此命名，故形成了現在只有公園二路而無一路的特殊景況。早期公園二路俗稱五金街，在30、40年前是拆船業的重鎮，經過高雄市政府的徵收整頓，建立了沿路長達1,200公尺的鹽埕綠廊，成為了名副其實的「公園路」。

## 行經行政區域
- 鹽埕區

## 沿線設施
（由東至西）
- 市港河濱公園
- 輕軌真愛碼頭站
- 大義公園
- 鹽埕綠廊
- 公園路停車場
- 城市商旅高雄駁二館

## 公共自行車
- 高雄市公共自行車租賃系統：
  - 公園二七賢三路口：公園二路219號(東北側)
  - 公園二大勇路口：公園二路147號(對側人行道)
  - 公園二光榮街口：公園二路/光榮街(東北側人行道)
  - 公園二大義街口：公園二路83號(東北側)
  - 輕軌真愛碼頭站：必忠公園二路口西北側
  - 公園大成街口：公園二路與大成街口東側

## 相關連結
- 高雄市主要道路列表